# 棘眼仿刺鎧蝦
棘眼仿刺鎧蝦（学名：Munidopsis ceratophthalma）为鎧甲蝦科仿刺鎧蝦屬下的一个种。